# 多疣海天牛
多疣海天牛（学名：Elysia verrucosa）一种分布于中国香港海域的软体动物，隶属于海天牛科海天牛属。

## 形态特征
多疣海天牛是一种小型的海天牛。身体呈蛞蝓形，淡灰至青绿色，散布红色或橙色斑点及许多小白黑色眼斑。头部、侧足及乳头状突起处有白色大斑点。